# Will Chase
Frank William "Will" Chase, född 12 september 1970 i Frankfort, Kentucky, är en amerikansk skådespelare.
Chase har bland annat medverkat i TV-serierna Nashville (2013–2017), Dopesick från 2021 och The Crowded Room från 2023. Han har även medverkat i filmen After the Wedding från 2019.

## Filmografi (i urval)
- 2013-2017: Nashville
- 2019: After the Wedding
- 2021: Dopesick
- 2023: The Crowded Room